# スタートライン (ナオト・インティライミの曲)
「スタートライン」は、2020年8月・9月に、NHKの音楽番組『みんなのうた』で放送された楽曲。作詞：ナオト・インティライミ・福島カツシゲ、作曲：ナオト・インティライミ、編曲：大久保薫・ナオト・インティライミ、歌：ナオト・インティライミ。